# Mette-Marit Tjessem Høiby

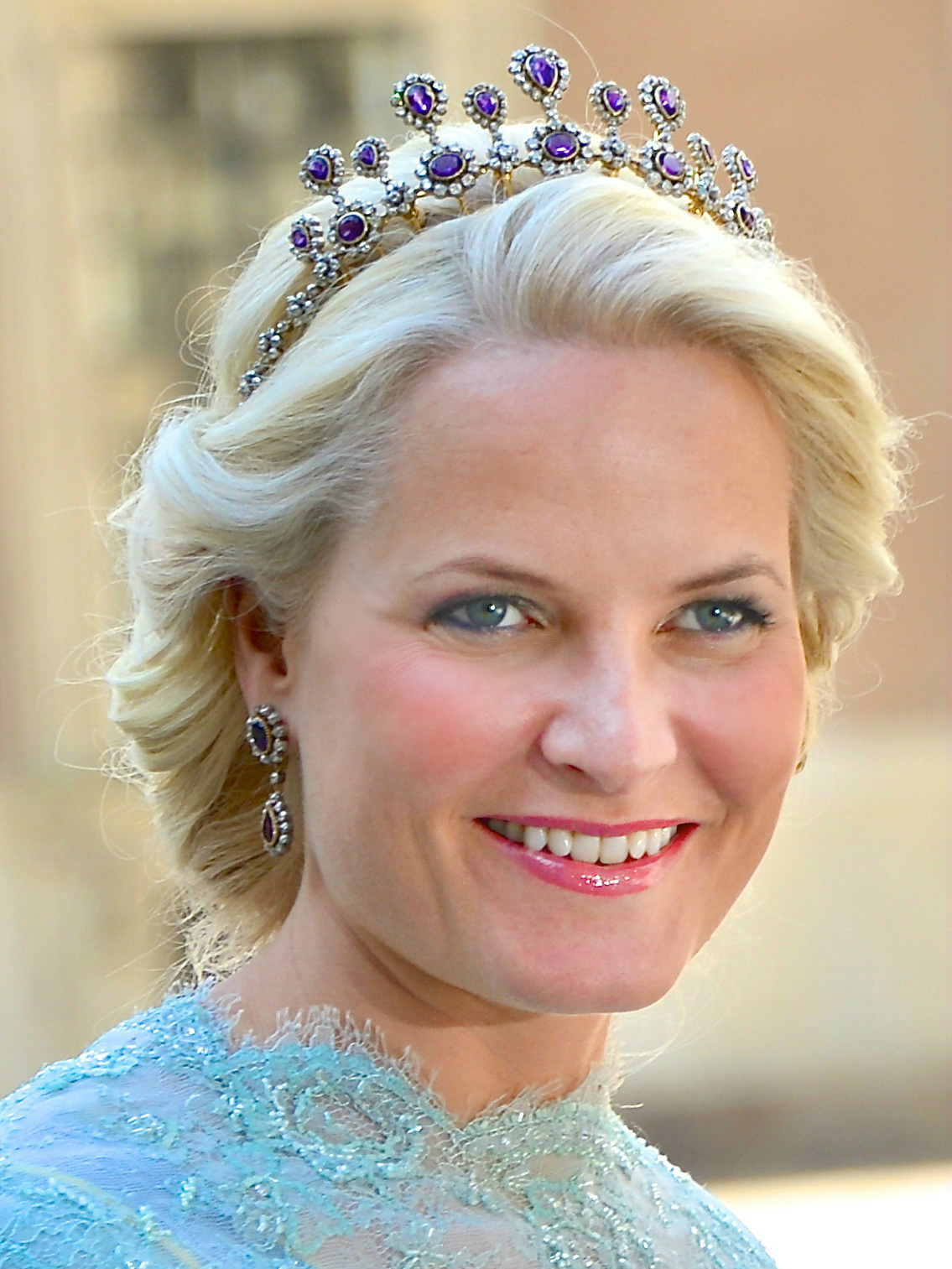
Mette-Marit von Norwegen (2013)

Mette-Marit Kronprinzessin von Norwegen (* 19. August 1973 in Kristiansand; gebürtig Mette-Marit Tjessem Høiby) ist die Ehefrau des norwegischen Kronprinzen Haakon.

## Leben
Die Kronprinzessin ist die jüngste Tochter des Sven O. Høiby (1936–2007) und der Bankkauffrau Marit Tjessem. Sie hat drei ältere Geschwister, die Schwester Kristin und die Brüder Espen und Per Høiby. Sie wuchs in Kristiansand auf. Sie nahm Ballettunterricht, spielte Volleyball, war Pfadfinderin und sang im Chor. Als sie elf Jahre alt war, wurde die Ehe ihrer Eltern geschieden. Beide Eltern heirateten noch einmal.
Mette-Marit besuchte ab 1988 die Kathedralschule in Kristiansand, die sie 1994 mit dem Abitur verließ. Während ihrer Schulzeit hielt sie sich für ein Jahr in Australien auf. Nach dem Abitur legte sie ihr Examen philosophicum, in Norwegen auch kurz „ex.phil“ genannt, an der Hochschule Agder ab. In den folgenden Jahren studierte Mette-Marit in einigen Studienrichtungen an der Universität Oslo.
Zwei Jahre lang war Mette-Marit mit John Ognby liiert. Sie lebten in einer Sozialwohnung in einem Arbeiterviertel von Lillestrøm. Die Beziehung endete, nachdem Ognby Mette-Marit mit einem Messer durch die Straße gejagt hatte, etwa zu der Zeit, als sie mit Marius schwanger wurde.
 Am 13. Januar 1997 brachte sie in Oslo ihren Sohn Marius Borg Høiby zur Welt. Vater des Jungen ist Morten Borg.

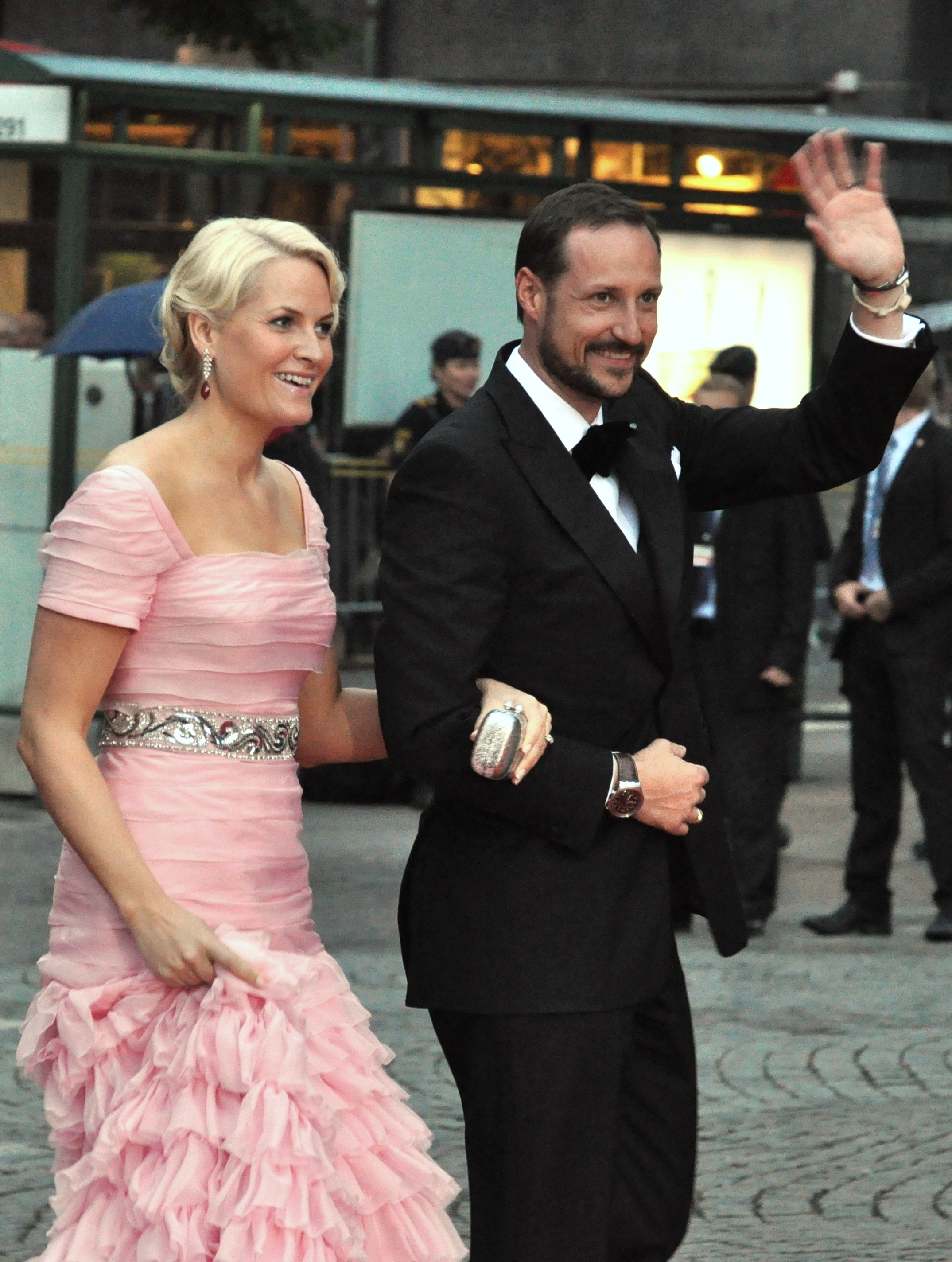
Mette-Marit mit Haakon (2010)

Den norwegischen Thronfolger Haakon lernte sie 1999 auf dem Quart-Festival, einem großen Musik- und Artistik-Festival in Kristiansand, kennen. Sie verlobten sich am 1. Dezember 2000 und heirateten am 25. August 2001 im Osloer Dom. Sie haben zwei gemeinsame Kinder:
- Prinzessin Ingrid Alexandra von Norwegen (* 21. Januar 2004 in Oslo)
- Prinz Sverre Magnus von Norwegen (* 3. Dezember 2005 in Oslo)

Sie war eine kontroverse Persönlichkeit zur Zeit ihrer Verlobung mit Haakon im Jahr 2000. Infolgedessen fiel die Unterstützung für die Monarchie auf ihren bisher niedrigsten Stand. Mette-Marit bleibt äußerst unbeliebt, nur 27 % befürworteten sie 2024 als zukünftige Königin.
Ihre Freundschaft mit dem amerikanischen verurteilten Sexualstraftäter Jeffrey Epstein, mit dem sie auch mehrere Jahre nach dessen Entlassung aus dem Gefängnis in Kontakt blieb, stieß auf Kritik.
2002 und 2003 lebte das Kronprinzenpaar mit Marius ein Jahr lang in London. Die Prinzessin war in dieser Zeit Studentin an der SOAS. Ihr Studienschwerpunkt war die Entwicklungspolitik.
Im Herbst 2008 nahm die Kronprinzessin ein Teilzeitstudium an der Handelshøyskolen BI auf.
Das Kronprinzenpaar lebt seit seiner Rückkehr aus London im Jahr 2003 auf dem Gut Skaugum in Asker nahe Oslo.
Bei dem Massaker auf der Insel Utøya am 22. Juli 2011 wurde auch Prinzessin Mette-Marits Stiefbruder, der 51 Jahre alte Polizist Trond Berntsen, von dem Attentäter Anders Behring Breivik erschossen, nachdem er seinen zehnjährigen Sohn und zwei Mädchen in Sicherheit gebracht hatte und auf den Attentäter zugelaufen war. Berntsens Vater war mit Mette-Marits Mutter verheiratet.
Im Oktober 2018 wurde bekannt gegeben, dass die Kronprinzessin seit einigen Jahren an einer progressiv verlaufenden chronischen Lungenfibrose erkrankt ist.

## Aufgaben und Interessen
Die Kronprinzessin spielte eine aktive Rolle bei der Einrichtung des Humanitären Fonds des Kronprinzenpaars anlässlich ihrer Hochzeit. Im April 2006 wurde Kronprinzessin Mette-Marit zur Sonderbotschafterin für UNAIDS berufen. Sie ist Schirmherrin verschiedener Organisationen, darunter das Norwegische Rote Kreuz.
Zu den persönlichen Interessen der Kronprinzessin Mette-Marit zählen Kunst und Kultur, speziell Literatur und Musik. 2008 erhielt Mette-Marit eine Goldene Schallplatte für eine CD mit Kirchenliedern, die sie zusammengestellt hatte. 2019 gab sie die Sammlung Hjemlandet og andre fortellinger mit Erzählungen norwegischer Autoren heraus.